# 柯氏犬羚
柯氏犬羚（學名Madoqua kirkii）是犬羚屬的一种。

## 分布
分布于索马里南部，肯尼亚中南部，坦桑尼亚中北部，安哥拉西南部和纳米比亚。

## 栖息地
生活在干燥的灌木丛中，灌木丛是柯氏犬羚的主要食物，但柯氏犬羚并不需要太多水。

## 主要特征
体长52-67厘米，尾长3-6厘米，肩高30-40厘米。背部毛色为黄灰色或红褐色，腹部为灰白色。仅雄性有角。由于在柯氏犬羚的头上有浓密的毛，所以柯氏犬羚的角很难被发现。但柯氏犬羚的尾巴和蹄子却很容易被发现。柯氏犬羚最大的特征是它们的嘴巴和鼻子很长。